# Barbara Nüsse

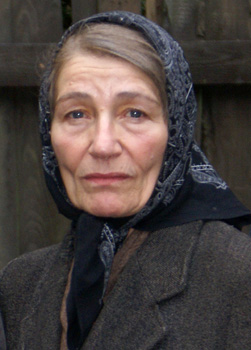
Barbara Nüsse

Barbara Nüsse (* 17. Februar 1943 in Essen) ist eine deutsche Schauspielerin.

## Leben
Barbara Nüsses Vater war Bergbau-Ingenieur und hatte eine Firma im Bergbauort Sprockhövel.
Sie absolvierte die Otto-Falckenberg-Schule in München und erhielt ihr erstes Engagement am Atelier-Theater in Bern. Von 1967 bis 1971 gehörte sie dem Bayerischen Staatsschauspiel an. Sie spielte unter anderem 1970 die Minna von Barnhelm und 1972 die Klara in Maria Magdalena. Von 1972 bis 1976 war sie Schauspielerin in Köln. 1976 bis 1978 wirkte sie am Württembergischen Staatstheater Stuttgart, 1978 bis 1980 am Schauspielhaus Bochum. 1980 wechselte sie an das Deutsche Schauspielhaus in Hamburg, dessen Ensemble sie bis 1985 angehörte.
In der Spielsaison 1985/86 agierte Barbara Nüsse an den Staatlichen Schauspielbühnen Berlin. Danach ging sie als freie Schauspielerin auf Tournee und fand Beachtung durch ihre szenische Umsetzung des Molly-Bloom-Monologes aus Ulysses unter dem Titel Penelope. Später stand sie vor allem in Basel und Düsseldorf auf der Bühne. 1992 bis 1999 war sie wieder am Schauspielhaus Hamburg engagiert. Seither gastierte sie unter anderem am Maxim-Gorki-Theater, den Hamburger Kammerspielen, dem Residenztheater München, Volkstheater Wien, dem Schauspiel Köln (Hauptrolle in König Lear, 2009) und dem Schauspielhaus Zürich. Barbara Nüsse, gelegentlich auch im Film und im Fernsehen zu sehen, ist ferner eine bedeutende Hörspiel- und Hörbuchsprecherin.
Für ihre Darstellung in Vita und Virginia an den Hamburger Kammerspielen erhielt Barbara Nüsse 2006 den Rolf-Mares-Preis. 2009 wurde sie für ihre Lesung von Fred Vargas’ Hörbuch Der verbotene Ort mit dem Internationalen Buchpreis Corine ausgezeichnet. Für ihre schauspielerische Leistung auf bedeutenden deutschsprachigen Bühnen, vor allem für die Darstellung des König Lear am Schauspiel Köln, wurde ihr der Gertrud-Eysoldt-Ring 2009 zugesprochen.
Seit der Spielzeit 2010/11 ist Barbara Nüsse Ensemblemitglied des Thalia Theaters in Hamburg.

## Ehrungen
- 1990: Verdienstkreuz am Bande der Bundesrepublik Deutschland
- 2018: Deutscher Theaterpreis Der Faust in der Kategorie Beste darstellerische Leistung im Schauspiel für ihre Rolle als Prospero in Der Sturm am Thalia Theater Hamburg
- 2023: Preis der Deutschen Akademie für Fernsehen in der Kategorie Schauspielerin Nebenrolle für ihre Rolle in Tatort: Abbruchkante

## Filmografie
- 1969: Die Kleinbürger (TV)
- 1973: Das Hähnchen (Ein Herz und eine Seele, 1. Folge)
- 1973: Urlaubsvorbereitung (Ein Herz und eine Seele, 8. Folge)
- 1976: Sonntag (TV)
- 1981: Geld oder Leben (TV)
- 1982: Torquato Tasso (TV)
- 1982: Das Beil von Wandsbek (TV)
- 1984: Treffpunkt im Unendlichen (TV)
- 1987: Reichshauptstadt – privat
- 1989: Die Staatskanzlei (TV)
- 1992: Die ungewisse Lage des Paradieses
- 1993: Sommergäste (TV)
- 1993: Wehner – die unerzählte Geschichte (TV)
- 1993: Durst
- 1995: Noch zwei Tage bis Rio (Fernsehserie Doppelter Einsatz, 23. Folge)
- 2000: Girlie Gang (Fernsehserie Großstadtrevier)
- 2001: Der Schuß (TV)
- 2002: Abendstimmung
- 2002: Juls Freundin (TV)
- 2004: Die Ärztin (TV)
- 2005: ... denn sie wissen nicht, was sie tun (Bella Block, 18. Folge)
- 2005: Mutter aus heiterem Himmel (TV)
- 2006: Der Seehund von Sanderoog (TV)
- 2006: 4 Töchter
- 2006: Teufelsbraten (TV, ARD)
- 2007–2008: Die Pfefferkörner (TV)
- 2008: Mord mit Aussicht (TV, ARD)
- 2012: Familie Windscheidt – Der ganz normale Wahnsinn (TV, ZDF)
- 2012: Tatort – Hochzeitsnacht
- 2014: Der Tatortreiniger (Staffel 4, Folge 1: Wattolümpiade)
- 2014: Mord in Aschberg
- 2016: Eine Sommerliebe zu dritt (Regie: Nana Neul)
- 2016: Aufbruch
- 2019: Zeit der Geheimnisse
- 2020: Dark (Fernsehserie, 7 Folgen)
- 2022: Horst Lichter – Keine Zeit für Arschlöcher
- 2023: Tatort: Abbruchkante
- 2024: Blindgänger

## Hörbücher (Auswahl)
- 2003: Das Fräulein von Scuderi von E.T.A. Hoffmann, GoyaLiT Hamburg, ISBN 978-3-89592-840-6
- 2004: Beute und andere Erzählungen von Nadine Gordimer, GoyaLiT Hamburg, ISBN 978-3-8337-1157-2
- 2005: Rosengift von Mirjam Pressler, GoyaLiT Hamburg, ISBN 978-3-8337-1204-3
- 2007: Ein Winter auf Mallorca von George Sand, GoyaLiT Hamburg, ISBN 978-3-8337-2001-7.
- 2008: Der Scherbensammler von Monika Feth, Goyalibre Hamburg, ISBN 978-3-8337-2056-7
- 2009: Moralische Unordnung von Margaret Atwood, GoyaLiT Hamburg, ISBN 978-3-8337-2286-8
- 2009: Der verbotene Ort von Fred Vargas, Der Audio Verlag (DAV) Berlin,  6 CDs 512 Min., ISBN 978-3-89813-854-3
- 2011: Der Sommerfänger von Monika Feth,  Goyalibre Hamburg, ISBN 978-3-8337-2740-5

## Hörspiele
- 1991: Ladies im Hotel von Dorothy Parker. (Lulu Ames). Bearbeitung und Regie: Irene Schuck. BR 1991.
- 1992: Hauen und Stechen oder Das nackte Räderwerk der Politik Eine Chronik aus dem 15. Jahrhundert nach August Graf von Platen. Bearbeitung, Komposition und Regie: Heinz von Cramer. BR 1992.
- 2001: To do – Sachen machen von Gertrude Stein. Regie: Wolfgang Stockmann. WDR 2001.
- 2014: Joris-Karl Huysmans: Monsieur Bougran in Pension – Bearbeitung und Regie: Elisabeth Panknin (Hörspiel – DLF)
- 2021: Saal 101, 12-stündiges Dokumentarhörspiel zum NSU-Prozess – Regie: Ulrich Lampen. Bayerischer Rundfunk für die ARD und DLF 2015/2021.[4]